# كراسيمير ميلوشيف
كراسيمير ميلوشيف (مواليد 5 أبريل 2000) هو لاعب كرة قدم بلغاري يلعب في خط الوسط في نادي المرخية القطري.

## روابط خارجية
- كراسيمير ميلوشيف على موقع قاعدة بيانات كرة القدم.إي يو (الإنجليزية)
- كراسيمير ميلوشيف على موقع Soccerway.com (الإنجليزية)